# تحديد هوية المشترك البيولوجية
شبكة تحديد هوية المشترك البيولوجية هو مشروع لإنشاء مجموعة بيانات من المحاكاة الحاسوبية في مجال نمذجة النظم البيولوجية، وخاصة الهياكل الجزيئية البيولوجية، التي يسهل على الباحثين الوصول إليها. بدأ المشروع في عام 2004 وتوقف بحلول 2009. في عام 2004 قدم المصممون مفهوم المشروع على أنه «بنك المعلومات البروتينية الممتد في الوقت». قدم مطورون آخرون بوابة إلكترونية للوصول للبيانات في المشروع. ووصف مصممون آخرون المشروع بأنه فعال. وصفت المراجعة في عام 2006 كيف أن«شبكة تحديد هوية المشترك البيولوجية» مشروعاً نموذجياً لجعل البيانات من الأبحاث أكثر انفتاحاً. قَبل المساهمون في المشروع منحة من معاهد الصحة الوطنية الأمريكية في عام 2007.